# Je souhaite
«Je souhaite» (с фр.  — «Я желаю») — 21-й эпизод 7-го сезона сериала «Секретные материалы». Премьера состоялась 14 мая 2000 года на телеканале FOX. Эпизод принадлежит к типу «монстр недели» и не связан с основной «мифологией сериала», заданной в первой серии.
Режиссёр и автор сценария — Винс Гиллиган, приглашённые актёры — Митч Пиледжи, Пола Сорж, Кевин Уайзман, Уилл Сассо, Пол Хейс, Бретт Белл.
В США серия получила рейтинг домохозяйств Нильсена, равный 8,2, который означает, что в день выхода серию посмотрели 12,79 миллиона человек.
Главные герои серии — Фокс Малдер (Дэвид Духовны) и Дана Скалли (Джиллиан Андерсон), агенты ФБР, расследующие сложно поддающиеся научному объяснению преступления, называемые Секретными материалами.

## Сюжет
В Сент-Луисе ленивый рабочий самообслуживаемого склада Энсон Стокс (Кевин Уайзман) расчищает старое складское помещение, где обнаруживает женщину, обёрнутую в ковёр. В это время к нему подходит разозлённый начальник и начинает на него кричать, как неожиданно его рот буквально пропадает с лица.
Загадочное дело об «исчезновении рта» передают агентам ФБР Фоксу Малдеру и Дане Скалли, специализирующих на подобных случаях. Они расспрашивают начальника, которому хирургическим путём проделали ротовое отверстие, после чего отправляются к домику братьев Стокс в трейлерном парке, где среди домов находится необъяснимо как сюда попавшая огромная яхта. Агенты допрашивают Энсона и его брата-инвалида Лесли (Уилл Сассо) и знакомятся с таинственной женщиной из склада. Исследовав складское помещение, Малдер и Скалли находят много антикварных вещей, в том числе портрет предыдущего владельца склада вместе с таинственной женщиной, а также изображения Бенито Муссолини и Ричарда Никсона, на которых видна та же самая женщина.
Женщина оказывается джинном — духом, который исполняет любые желания его хозяина. Обнаруживший её Энсон Стокс стал новым хозяином и уже впустую потратил два своих желания: первым было желание, чтобы начальник Энсона заткнулся (в результате чего у того пропал рот), вторым — дорогая яхта (однако он не уточнил, что та должна находиться на водной поверхности, кроме того, теперь ему придётся заплатить огромный налог за неё). Он долго раздумывает над третьим желанием. Джинн намекает ему, что он может пожелать, чтобы его брат вновь начал ходить, однако вместо этого Энсон пожелал стать невидимым, но снова просчитался: его выдаёт видимая одежда, поэтому ему приходиться полностью раздеться. Полностью невидимый и голый, он выходит на улицу в предвкушении воспользоваться новым состоянием, как его неожиданно сбивает грузовик.
Скалли сталкивается с экстраординарным случаем — ей приходится проводить аутопсию тела полностью невидимого человека. Она обсыпает его пудрой, чтобы увидеть тело. Тем временем Малдер расследует историю прошлого владельца склада: тот за короткий период чрезвычайно разбогател, пока не умер из-за чрезмерно огромного пениса. Малдер считает, что женщина со склада является джиннией, женской версией джинна. Тем временем хозяином джинна становится Лесли Стокс. Он желает, чтобы его брат снова вернулся к жизни, забыв уточнить, чтобы тот был в добром здравии. Энсон и вправду становится живым, но после столкновения с грузовиком и вскрытия он больше похож на зомби. Лесли желает, чтобы Энсон мог говорить. В результате Энсон начинает громко кричать от боли, а после начинает жаловаться на холод.
Скалли пытается поделиться открытием со своим коллегой, но тело пропало. Малдер догадывается, что причиной пропажи является желание Лесли. Агенты снова отправляются в дом Стоксов, как раз к тому моменту, когда Лесли решается вернуть себе здоровые ноги, но в это время Энсон, пытаясь согреться, взрывает дом из-за утечки газа.
Малдер расспрашивает джиннию о её прошлом. 500 лет назад, будучи бедной французской крестьянкой, она пожелала огромное могущество у ифрита, представителя чрезвычайно сильного вида джиннов, и так она стала джиннией. Теперь Малдер — её новый хозяин, и может загадать три желания. Малдер желает, чтобы во всём мире не было войн, но это приводит к тому, что теперь в мире нет никого, кроме Малдера. Поэтому он желает отменить своё первое желание. Он долго обдумывает своё третье желание, подробно записывает его на бумаге, пытается учесть все возможные недомолвки или разночтения, но Скалли говорит ему, что нельзя использовать джинна для того, чтобы силой сделать людей хорошими. В итоге Малдер желает, чтобы джинния стала свободной.